# Ectinorhynchus phycifromis
Ectinorhynchus phycifromis är en tvåvingeart som beskrevs av White 1915. Ectinorhynchus phycifromis ingår i släktet Ectinorhynchus och familjen stilettflugor. Inga underarter finns listade i Catalogue of Life.